# Oneechan ga Kita
Oneechan ga Kita (お姉ちゃんが来た Onēchan ga Kita?) es una serie de manga yonkoma de comedia japonesa escrita e ilustrada por Rikō Anzai, fue serializada en la revista manga seinen Manga Life de Takeshobo, así como en su revista hermana Manga Life Momo desde julio de 2011 hasta junio de 2020, y fue recopilada en quince volúmenes tankōbon. Una adaptación de la serie a anime de 12 episodios producida por C2C se emitió entre el 8 de enero y el 26 de marzo de 2014, y fue transmitida simultáneamente por Crunchyroll. Se incluyó un decimotercer episodio OVA en el primer volumen de Blu-ray lanzado el 22 de marzo de 2014.

## Personajes
Tomoya Mizuhara (水原 朋也 Mizuhara Tomoya?)
 Seiyū: Aimi Terakawa
Tomoya es un niño de 14 años y el protagonista principal de la historia. Aunque reservado y educado, le molesta que Ichika intente entrar en su habitación con regularidad y actúe con afecto hacia él. Le gustan las amigas de Ichika, e incluso le gusta Mina Fujisaki, pero no se da cuenta de la naturaleza despectiva de esta última.
Ichika Mizuhara (水原 一香 Mizuhara Ichika?)
 Seiyū: Juri Nagatsuma
Ichika es la hermanastra de Tomoya, tiene 17 años. Franca y apasionada, inmediatamente se enamora de Tomoya y es demasiado protectora con él. A veces actúa como una acosadora y está celosa de cualquier chica que le muestre afecto a Tomoya.
Mina Fujisaki (藤咲 美奈 Fujisaki Mina?)
 Seiyū: Ibuki Kido
Compañera de clase de Tomoya que actúa linda y dulce por fuera, pero secretamente es una narcisista con una mala racha. Considera que Ichika es una rival cuando esta última atrae la atención de todos los chicos de ella. Tomoya la trata con amabilidad incluso si le grita, y casi se le confiesa a Kouki cuando recibe un regalo del Día Blanco de él en uno de los episodios.
Ruri Hayasaka (早坂 ルリ Hayasaka Ruri?)
 Seiyū: Omi Minami
Apodada Ruri-Ruri, es amiga de Ichika y comparte su opinión de que Tomoya es adorable, pero no trata a su propio hermano tan bien.
Marina Mochizuki (望月 マリナ Mochizuki Marina?)
 Seiyū: Marina Inoue
Apodada "Marinacchi-san", es la amiga bien dotada de Ichika con el cabello rubio. A menudo interpreta el papel de hombre heterosexual en la serie. Muchos de los chicos se sienten atraídos por su busto.
Mitsuru Hanazono (花園 美鶴 Hanazono Mitsuru?)
 Seiyū: Yū Kobayashi
Compañero de clase de Tomoya cuya mente siempre está en la cuneta. A pesar de que siente envidia de Tomoya por estar rodeado de mujeres bonitas, todavía defiende a Tomoya ferozmente cuando Kouki lo acosa. Prefiere a Ichika y sus amigas a las de su clase.
Kouki Hayasaka (早坂 孝喜 Hayasaka Kōki?)
 Seiyū: Misuzu Togashi
Compañero de clase de Tomoya que a menudo es admirado por su habilidad académica. Más tarde se revela que es el hermano pequeño de Ruri, y aunque a menudo pelean, él la ama en secreto.
Souichirou Fuji (藤 総一郎 Fuji Sōichirō?)
 Seiyū: Kouji Takahashi
Medio hermano de Marina-san que es citado como "lo que tú llamas solo una cara bonita". Es mitad ruso con cabello rubio y puede hablar inglés. Es un otaku que dice que Ichika se parece a un personaje idol que le gusta.
Yūko Mizuhara (水原 夕子 Mizuhara Yūko?)
 Seiyū: Fumi Morisawa
La madrastra de Tomoya.
Masaya Mizuhara (水原 正也 Mizuhara Masaya?)
 Seiyū: Kenji Hamada
El padre de Tomoya que se volvió a casar con la madre de Ichika.

## Media

### Manga
Oneechan ga Kita fue escrito e ilustrado por Rikō Anzai, se serializo en la revista Manga Life y Manga Life Momo de Takeshobo, y fue compilada en 15 volúmenes tankōbon.
| Volúmenes de manga publicados | Volúmenes de manga publicados | Volúmenes de manga publicados |
| Número                        | Fecha de publicación          | ISBN                          |
| ----------------------------- | ----------------------------- | ----------------------------- |
| 1                             | 27 de junio de 2012           | ISBN 9784812479056            |
| 2                             | 27 de febrero de 2013         | ISBN 9784812481097            |
| 3                             | 17 de enero de 2014           | ISBN 9784812484951            |
| 4                             | 14 de marzo de 2014           | ISBN 9784812485354            |
| 5                             | 27 de febrero de 2015         | ISBN 9784801950979            |
| 6                             | 17 de julio de 2015           | ISBN 9784801953031            |
| 7                             | 27 de mayo de 2016            | ISBN 9784801955349            |
| 8                             | 17 de noviembre de 2016       | ISBN 9784801956827            |
| 9                             | 27 de julio de 2017           | ISBN 9784801960039            |
| 10                            | 16 de diciembre de 2017       | ISBN 9784801961371            |
| 11                            | 27 de junio de 2018           | ISBN 9784801962958            |
| 12                            | 27 de diciembre de 2018       | ISBN 9784801964808            |
| 13                            | 27 de junio de 2019           | ISBN 9784801966611            |
| 14                            | 17 de diciembre de 2019       | ISBN 9784801968301            |
| 15                            | 28 de julio de 2020           | ISBN 9784801970243            |

### Anime
Una adaptación a anime animada por el estudio C2C, dirigida por Yoshihide Yuuzumi, producida por Ryosuke Yamada, con diseño de personajes de Takeshi Oda y guiones de Shinsuke Takahashi y Yoshihide Yusumi, se emitió en Tokyo MX, AT-X, KBS del 8 de enero al 26 de marzo de 2014.
| Episodios | Episodios                                                                        | Episodios             |
| Número    | Título                                                                           | Fecha de estreno      |
| --------- | -------------------------------------------------------------------------------- | --------------------- |
| 1         | «Llegó mi hermana» «Kitā! Kitā!» (キター！キター！)                              | 8 de enero de 2014    |
| 2         | «¡Vino a la escuela!» «Gakkō ni Kitā!» (学校にキター！)                          | 15 de enero de 2014   |
| 3         | «¡Llegaron las hermanas!» «Onēchan zu ga Kitā!» (お姉ちゃんズがキター！)         | 22 de enero de 2014   |
| 4         | «¡Llegó kouki, el serio!» «Kō-hana Kōki ga Kitā!» (コウ派な孝喜がキター！)       | 29 de enero de 2014   |
| 5         | «¡Llegó el tiempo de trajes de baño!» «Mizugi, Kitā!» (水着、キター！)           | 5 de febrero de 2014  |
| 6         | «¡Llegó un chico apuesto!» «Ikemen Kitā!» (イケメンキター！)                     | 12 de febrero de 2014 |
| 7         | «¡Llegó la Navidad!» «Kurisumasu Kitā!» (クリスマスキター！)                     | 19 de febrero de 2014 |
| 8         | «¡Llegó Año Nuevo!» «Shōgatsu Kitā!» (正月キター！)                              | 26 de febrero de 2014 |
| 9         | «¡Se acerca el día de San Valentín!» «Barentain, Kurū!» (バレンタイン、クルー！) | 5 de marzo de 2014    |
| 10        | «¡Llegó el día de San Valentín!» «Barentain, kitā!» (バレンタイン、キター！)     | 12 de marzo de 2014   |
| 11        | «¡Llegó el día blanco!» «Howaitodē Kitā!» (ホワイトデーキター！)                 | 19 de marzo de 2014   |
| 12        | «¡Cuidaré a Tomo-kun!» «Kanbyō Kitā!» (看病キター！)                             | 26 de marzo de 2014   |